# Герман Тільке
Ге́рман Ті́льке (нім. Hermann Tilke; народився 31 грудня 1954, Ольпе, ФРН) — німецький архітектор та автогонщик, найбільш відомий як розробник багатьох гоночних трас Формули-1.

## Спортивна кар'єра
У 80-х роках минулого століття Тільке брав участь як автогонщик у змаганнях кузовних автомобілів (турінг), в основному на старому кільці Нюрбургринга «Nordschleife». Брав участь у 24 годинах Нюрбургринга. Разом з Дірком Адорфом вигравав у 2003 і 2004 роках гонки в класі V8Star.

## Архітектура
Після закінчення навчання зі спеціалізацією в галузі транспорту та управління трафіком в Аахенському університеті прикладних наук, Тільке створив у 1984 році компанію «Tilke Engineering», що поєднала в собі архітектуру, цивільне будівництво та електронну техніку для забезпечення повного рішення для автоспорту і проектів утилізації відходів.

### Формула-1
Тільке є одним з чотирьох дизайнерів, акредитованими FIA, але є основним архітектором більшості трас Формули-1. Його першим завданням було спроектувати і побудувати коротку дорогу до Нюрбургрингу; першою великою роботою було перепроектування швидкісного «Österreichring» до набагато коротшого «A1-Ring» в Австрії у 1990 році.
Тільке був залучений в рекострукції таких європейських трас, як Гоккенгаймринг, Каталунья, автодром Монци, Нюрбургринг і Сільверстоун, а також Фуджі Спідвей у Японії.
Тільке також розробив багато відомих нових автомотодромів з нуля, в основному в Азії та Східній Європі. Він розробив Sepang International Circuit, Міжнародний автодром Бахрейну, Міжнародний автодром Шанхая, Істанбул Парк, Міська траса Валенсії, Марина Бей, Яс Марина і Buddh International Circuit в Індії. Тільке також розробив нові треки Траса Америк в Остіні, штат Техас та Moscow Raceway біля Москви в Росії.

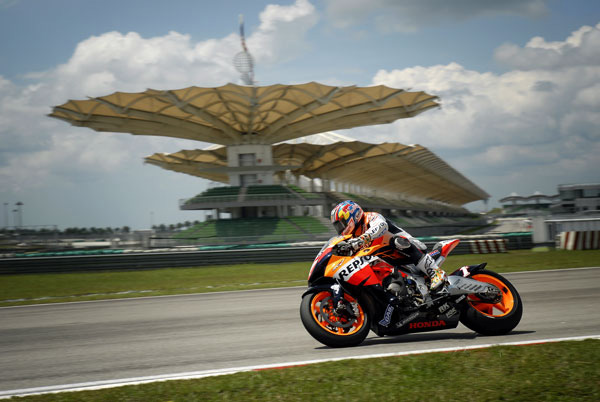
Нікі Хейден на фону трибуни в формі квітки лотосу у Малайзії

Тільке проектує кожен трек разом з кількома іншими інженерами з «Tilke Engineering» за участю власника F1 Берні Екклстоуна. Після перегляду місцевості під розташуванням майбутнього треку, а також врахування таких факторів, як рельєф місцевості, напряму вітру, інфраструктури і якості ґрунту, проектування може розпочатися. Тільке фокусується на "мислячій драматичній архітектурі", яка відображає суть приймаючої країни, наприклад, трибуна в формі квітки лотоса у Малайзії; також прагне до забезпечення комфорту глядачів і чіткого зображення.

### Критика
Конструкція треків Тільке неодноразово була предметом критики. У 2009 The Guardian зазначила, що Тільке "був звинувачений у проектуванні нудних треків, і, що ще гірше, переробці легендарних кілець, таких як Гоккенгайм". Колишній автогонщик і власник команди Формули-1 сер Джекі Стюарт в 2011 році критично оцінив роботу Тільке в The Daily Telegraph, звинувативши його конструкції за відсутність можливості обгонів в багатьох гонках, стверджуючи, що "вони, в основному, є копіями один одного". Стюарт визнав величезне поліпшення конструкції треків в плані безпеки цього виду спорту, а також "залучення фантастичних зручностей і розкоші у спорт", стверджував, що треки "зайшла занадто далеко в інший бік" з точки зору безпеки.